# Castillineae
Castillinae je biljni podtribus iz porodice dudovki smješten u tribus Castilleae. 
Podtribus se sastoji od devet rodova.

## Rodovi
1. Antiaris Lesch.
2. Castilla Cerv.
3. Helicostylis Trecul
4. Maquira Aubl.
5. Mesogyne Engl.
6. Naucleopsis Miq.
7. Perebea Aubl.
8. Poulsenia Eggers
9. Pseudolmedia Trecul